# Overazal
Overazal es una localidad peruana ubicada en el distrito de Santa Catalina de Mossa, perteneciente a la provincia de Morropón del departamento de Piura, al norte del Perú. 

## Ubicación
Overazal se ubica al noreste de la provincia de Morropón, en el distrito de Santa Catalina de Mossa, en el departamento de Piura.

## Demografía
En 2017 Overazal tenía una población de 16 habitantes.
| Gráfica de evolución demográfica de Overazal entre 1993 y 2017 |
|                                                                |
| Fuentes: Población 1993 y 2017                                 |